# 薄叶风筝果
薄叶风筝果（学名：Hiptage leptophylla）为金虎尾科风筝果属下的一个种。

## 扩展阅读
- 維基物種上的相關：薄叶风筝果